# 共和選擇黨 (亞塞拜然)
共和選擇黨（亞塞拜然語：Respublikaçı Alternativ Partiyası ，簡稱ReAl）是亞塞拜然的一個政黨，該黨成立於2009年1月，並於2020年9月1日正式向亞塞拜然政府註冊。

## 意識形態
共和選擇黨的意識形態為民族自由主義、世俗主義與親歐洲主義。

## 政治立場
共和選擇黨的政治立場為中間主義到中間偏右。

## 議會席次
共和選擇黨目前在亞塞拜然國民議會擁有1個席位。